# 前田智宏
前田 智宏 （まえだ ともひろ、1988年〈昭和63年〉12月26日 - ）は、南気象予報士事務所に所属する気象予報士・防災士・健康気象アドバイザーで、元・福井放送アナウンサー。

## 略歴
熊本県生まれの京都府京都市育ちで、京都市立堀川高等学校、京都大学教育学部教育科へ進学。中学生時代からのコブクロファンで、大学生時代にグライダー部で活動した ことから、自家用操縦士（上級滑空機）の国家資格も保有する。
大学卒業後の2011年4月1日付で、板垣菜津美・西田隆人と共に、アナウンサーとしてFBCへ入社した。同局では、『おじゃまっテレ ワイド&ニュース』（テレビ番組）内の「まえだのお絵描き天気」（天気予報）を、2013年4月から5年間にわたって担当。2015年から気象予報士試験への挑戦を始めると、3回の受験を経て、翌2016年に気象予報士の資格を取得した。
2018年3月31日付でFBCを退社したことを機に、地元の関西地方にある南気象予報士事務所（南利幸が代表を務める事務所）へ所属。この事務所を通じて、毎日放送報道局（2021年4月1日以降は報道情報局）気象情報部との間で、気象キャスターとしての専属契約を結んだ。翌々日（4月2日）からは、「フィールド予報士」という肩書で、『ちちんぷいぷい』（毎日放送）へのレギュラー出演を開始。天気予報を含めた生中継コーナーを担当したほか、同年6月からは、火・木曜日の12時台および14時台に「お天気のお知らせ」（MBSラジオの生ワイド番組へ内包される気象情報部担当分の天気予報）へ出演している。
『ちちんぷいぷい』の生中継では、FBCのアナウンサー時代に続いて、平時の天気予報に自身で描いたイラストを使用。2019年3月22日（金曜日）放送分で生中継コーナーが終了するまでは、自身の希望から、スタジオのパネラー陣に苗字の「前田」だけで呼ばれていた。2019年4月改編からは、『ちちんぷいぷい』へのレギュラー出演日を月曜日に限る一方で、「フィールド気象予報士」としての活動の場を『ミント!』（『ちちんぷいぷい』の後枠で新たに編成された総合情報番組）へ移している（両番組とも2021年3月に終了）。同年4月改編からは、両番組の後継番組である『よんチャンTV』の天気予報を同僚の広瀬駿（気象予報士）がレギュラーで担当するため、MBSラジオの番組（「お天気のお知らせ」など）を中心に出演。さらに、『Nスタ』（TBSテレビが制作するJNN全国ニュース）日曜版の関西ローカルパート内で気象情報を新たに担当している。2023年には、広瀬が『よんチャンTV』と並行しながら3月27日から毎週月・火曜日に『Nスタ』で気象キャスターを務めることに伴って、『よんチャンTV』内の天気予報を広瀬との間で本格的に分担。自身は基本として月 - 水曜日、広瀬は木・金曜日に登場している。
その一方で、2018年10月からは、学生時代から応援している地元のJリーグクラブ・京都サンガF.C.の「オフィシャルウェザーアドバイザー」を無報酬で務めている。西京極スタジアム→たけびしスタジアム京都（京都市右京区にある2019年シーズンまでの本拠地）界隈が同市内でもとりわけ天候の変わりやすい地域であることを背景に、気象予報士の立場から西京極スタジアムでのホームゲーム開催時間帯のピンポイント天気予報をクラブ関係者やサポーターへ伝えるための役職で、Jリーグ加盟クラブ公認の役職としては初めてである。なお、京都サンガが本拠地をサンガスタジアム by KYOCERA（京都府亀岡市の京都府立京都スタジアム）へ移した2020年以降も、Jリーグのシーズン中には「オフィシャルウェザーアドバイザー」としての活動を継続。京都スタジアムでのホームゲーム開催日には、スタジアム周辺の気象状況を早朝から独自に分析した結果を、「サンガ天気」としてSNSで配信している。
2020年2月16日には、MBSテレビの特別番組（同月24日の9:55 - 10:55に関西ローカルで放送）の企画で、地元の京都市内で開催された京都マラソン2020に「MBSお天気部」の代表で出場。雨が降りしきる中でのフルマラソン初挑戦ながら、4時間を切るタイム（3時間59分43秒）で完走を果たした。
プライベートでは、福井放送アナウンサー時代の2016年に、同期入社の板垣と結婚。2020年1月に第一子（長男）を授かった。ちなみに板垣は、2023年4月3日から『おはようパーソナリティ小縣裕介です』（朝日放送ラジオ）月・火曜分のアシスタントへ就任。

## 担当番組

### 現在
放送上は、「毎日放送気象情報部（または『MBSお天気部』）の気象予報士」として出演。
MBSテレビ
- Nスタ日曜版（関西ローカルパートの気象情報を担当、2021年4月4日 - ）
- よんチャンTV（月 - 水曜日の天気予報「きょうのソラいろ」「あしたのソラいろ」を担当、2023年3月27日 - ）
  - 広瀬が気象キャスターを全曜日（月 - 金曜日）で務めていた時期（2021年3月29日 - 2023年3月24日）にも、広瀬が休演する日にキャスターを代行していた。

MBSラジオ
- 松井愛のすこ〜し愛して♥（12時台の「お天気のお知らせ」にのみ出演）
- こんちわコンちゃんお昼ですょ!（14時台の「お天気のお知らせ」にのみ出演）
  - 毎日放送報道局（2021年4月1日以降は報道情報局）気象情報部独自の予測による天気予報を伝える目的で、2018年6月4日から金曜以外の曜日で『ちちんぷいぷい』→『ミント!』→『よんチャンTV』の本番前に担当。
- 福島のぶひろの、金曜でいいんじゃない?（2021年4月2日 - ）
  - 「お天気のお知らせ」の担当が日本気象協会関西支部から毎日放送の気象情報部へ移管されたことや、レギュラーで出演していた『ちちんぷいぷい』が前月（3月12日）で終了したことから、同コーナー限定で出演。

### 過去

#### 福井放送アナウンサー時代
FBCテレビ
- おじゃまっテレ ワイド&ニュース
- FBCニュース
- おじゃまっテレ ワイド&ニュース FRIDAY
- イケてる福井 ワイド&ニュース（中継担当）
- 24時間テレビ

FBCラジオ
- 良ーいドン!!(月 - 水曜)
- 情熱Night!（水曜）
- J-Hits COUNTDOWN
- 放課後☆ヒーローズ（毎週土曜日22:00 - 23:00）
  - 福井県内在住の高校生が代々パーソナリティを務める番組で、「放課後リーダー」としてレギュラー出演。

#### 毎日放送の気象予報士時代
MBSテレビ
- ちちんぷいぷい（2018年4月2日 - 2021年3月12日）
  - 当初は、広瀬駿（南気象予報士事務所および毎日放送気象情報部の同僚で2016年10月2日から気象キャスターとしてスタジオを中心に出演中）と区別すべく、「フィールド予報士」という肩書を使用。自身の出演開始を機に関西ローカルパート（当時）のエンディングに新設された天気予報（当初は「ちょっとええ景色で天気予報」→ 2018年5月7日放送分から2019年3月まで「マエダ天気」）を担当したほか、「こちらぷいぷいお天気部!!」（水曜日の関西ローカルパートで放送する気象取材コーナー）の生中継（またはロケ）や、当時の同時ネット局（南日本放送・宮崎放送）の放送対象地域からの生中継にも随時登場していた。
  - 2019年3月までは、広瀬が休暇やロケ取材などでスタジオへ出演できない場合に、本来広瀬が担当する「きょうのそらいろ」（天気予報）のキャスターも兼務していた。放送時間を短縮した2019年4月からは、基本として月曜日にのみ出演。「きょうのそらいろ」の担当に加えて、2020年3月9日までは、月に1回のペースで「こちらぷいぷいお天気部!!」（水曜日から移動）の取材報告も続けていた。
  - 『ちちんぷいぷい&ミント!夏休みウィーク 夏の自由すぎ研究』（2019年4月からの後枠番組『ミント!』との共同制作で2020年8月第2週に放送）からは、広瀬との分担体制を見直したことに伴って、「きょうのそらいろ」を全曜日で最終回まで担当した。
- VOICE
  - 2018年7月から、本来の気象キャスターであった広瀬がスタジオへ出演できない場合に、「天気のはなし」（天気予報）のキャスターを務めていた。
- ミント!
  - 2019年4月1日の番組スタートから2020年7月までは、「フィールド気象予報士前田智宏の空みてミント!」（月 - 金曜日17時台）と「前田智宏のあしたのそらいろ」（月曜日18時台）でキャスターを務めていた。前述した分担体制の見直しを機に、広瀬が「空みてミント!」「あしたのそらいろ」を全曜日で担当するようになった後も、「Newsミント!」（関西ローカルニュースパート）で気象解説を随時担当。
- THE TIME,（TBSテレビが全国ネット向けに制作している平日早朝の生放送番組） - 関西ローカルパートにのみ出演
  - 2021年10月1日（月曜日）から2023年3月22日（木曜日）までは、午前6時台に設定されている「エリア情報」枠内の気象情報を担当。最初の1ヶ月間は月 - 水曜日、2021年11月1日以降は月・火・木曜日に出演していた。
  - 2024年6月24日（月曜日）から7月12日（金曜日）までの平日には、毎日放送が午前6時台のパートの大半を『よんチャンTVモーニング in THE TIME,』（関西ローカル向けの生放送番組）へ差し替えたことを受けて、『よんチャンTVモーニング』内の「きょうのそらいろ」と「交通情報」（関西地方のJR・私鉄各社における列車の運行情報）を全曜日で担当。この期間には、月 - 水曜日の本番後（夕方）にも、『よんチャンTV』へ通常どおり出演していた。

MBSラジオ
- こちら茶屋町お天気部
  - 毎日放送報道局気象情報部が2017・2018年度に毎週金曜日、2019年度から月に1回制作していた生放送番組で、同部に加わった2018年度から出演。
- あどりぶラヂオ
  - 2018年4月25日放送分から、パーソナリティを随時担当（当初は月に1回のペースで出演）。火 - 金曜日未明の生放送番組であるが、担当日や前日の午後 - 夕方にも、生放送のレギュラー番組で天気予報を伝えていた。
- MBSベースボールパーク（2018年12月1日）
  - 「ベースボールパーク的『ワールドビジネススポーツ サテライト』」（19時台のゲストコーナー）で、京都サンガF.C.のオフィシャルウェザーアドバイザーとしての主な仕事や、天気とスポーツの関係を解説。
- 前田智宏のお天気散歩（2020年4月16日 - 6月11日）
  - 2020年の初頭から日本国内で新型コロナウイルスへの感染が拡大している影響で、日本プロ野球（NPB）レギュラーシーズンの開幕が当初予定の3月20日（金曜日）から延期されていることを背景に、『石田英司のプカプカ気分』（2019年度ナイターオフ期間のレギュラー番組を毎週木→金曜日の18:00 - 21:00で暫定的に継続）のフロート番組扱いで急遽編成。福井放送のアナウンサー時代を含めても、レギュラーでは初めての冠番組に当たる。ちなみに、最初の2回は木曜日、第3回（5月1日）以降は開幕の前週まで金曜日（いずれも20:00 - 21:00）に生放送。

毎日放送グループ以外の放送局が制作した番組
- FOOT×BRAIN（テレビ東京、2021年6月20日）
  - 「Jクラブ初の専属天気予報士が語るサッカー×天気」というテーマで、「京都サンガオフィシャルウェザーアドバイザー」「健康気象アドバイザー」としてリモート方式で出演。毎日放送の放送対象地域である大阪府内でも、テレビ大阪で同時ネットを実施した。
- 地方創生プログラム　ONE-J（MBSラジオを含むJRN加盟32局の共同制作による生放送番組、2022年4月3日）
  - MBSの放送対象地域内に所在する「遅咲きの桜の名所」として海津大崎（滋賀県高島市）を紹介すべく、「ローカルレコメンド」（8時台の生放送パート）へ電話で出演[9]。ラジオ部門（FBCラジオ）がJRNに加盟している古巣の福井放送でも、このコーナーが同時ネットで放送された。